# Município Chinguar
Município Chinguar är en kommun i Angola.   Den ligger i provinsen Bié, i den centrala delen av landet, 500 km sydost om huvudstaden Luanda.
I omgivningarna runt Município Chinguar växer huvudsakligen savannskog. Runt Município Chinguar är det ganska glesbefolkat, med 23 invånare per kvadratkilometer.